# Château Rouge (stacja metra)
Château Rouge – stacja linii nr 4 metra  w Paryżu. Stacja znajduje się w 18. dzielnicy Paryża. Została otwarta 21 kwietnia 1908 r.